# Данилов Максим Володимирович
Максим Володимирович Динилов — старший лейтенант ОЗСП «Азов», що загинув у ході російського вторгнення в Україну у 2022 році.

## Нагороди
- орден «За мужність» III ступеня (2022, посмертно) — за особисту мужність і самовіддані дії, виявлені у захисті державного суверенітету та територіальної цілісності України, вірність військовій присязі, зразкове виконання службового обов’язку.